# Кирилло-Мефодиевское братство
Кири́лло-Мефо́диевское братство — тайная политическая антикрепостническая организация в Российской империи, созданная в Киеве Н. И. Гулаком, Н. И. Костомаровым и В. М. Белозерским в январе 1846 года. Целью организации было создание славянских демократических республик и образование их союза, центром которого должен был стать Киев. Особая роль в этом союзе предназначалась украинскому народу, который, по мнению членов общества, унаследовал от казачества свободолюбие и приверженность к демократизму. Организации в честь славянских просветителей Кирилла и Мефодия создавались на территории Российской империи неоднократно.

## Задачи общества
Братство основывалось на христианских и панславистских идеях и ставило задачей либерализацию политической и культурной жизни в Российской империи в рамках панславянского союза народов. Общество ставило задачу национального и социального (в антифеодальном смысле) освобождения Украины: ликвидацию крепостного права, сословных привилегий, провозглашение свободы совести и т. д. В состав намечавшейся всеславянской федерации должны были войти Украина, Россия, Польша, Чехия, Сербия и Болгария. Высшая законодательная власть должна была принадлежать двухпалатному сейму, исполнительная — президенту. Осуществления своих политических идеалов общество предполагало добиться мирным реформистским путём, сообразно с «евангельскими правилами любви, кротости и терпения».

## Историческое значение
По мнению историка Р. Г. Симоненко, историческое значение Кирилло-Мефодиевского братства заключается в том, что оно было первой попыткой украинской интеллигенции бороться за права украинского народа. Братство разработало широкую программу, которая также стала указателем для его последователей. Принципиально также было и то, что Кирилло-Мефодиевское братство стало самостоятельным и самобытным политическим формированием, которое организационно не подчинялось, а идеологически не повторяло современные ей политические организации.

## История общества
Кирилло-Мефодиевское общество было первой в Российской империи украинской организацией политического направления. Об этом свидетельствуют два его документа: «Закон Божий (Книга бытия украинского народа)», написанный Н. Костомаровым и «Устав Славянского общества св. Кирилла и Мефодия», а также пояснение к Уставу, сделанное В. М. Белозерским.
Программные положения костомаровского «Закона Божего» нашли практическое осуществление в призывах Кирилло-Мефодиевского братства «Братья украинцы!» и «Братья великороссияне и поляки!» В этих документах был призыв к народам объединиться в Союз славянских республик, создать славянскую федерацию с демократическими институтами. Кирилло-мефодиевцы пропагандировали свободу, равенство, братство как основу нового общества. Конкретные меры для достижения этого виделись в отмене крепостничества, ликвидации юридических отличий между сословиями, доступности образования для трудящихся.
В состав братства входили молодые интеллигенты Киевского и Харьковского университетов: Н. И. Костомаров, П. А. Кулиш, А. А. Навроцкий, В. М. Белозерский, Н. И. Гулак и другие. Значительное влияние на идейное формирование членов общества и их практическую деятельность оказывал Т. Г. Шевченко, который присоединился к обществу в апреле 1846 года. Осенью 1846 года количество членов тайного общества составляло 12 человек; другие члены общества — Г. Л. Андрузский, А. В. Маркович, Д. П. Пильчиков, И. Я. Посяда, Н. И. Савич, А. Д. Тулуб.
В братстве существовало два течения: либерально-буржуазное (эволюционное) и народно-демократическое (революционное). Соглашаясь в отношении общих принципов, участники этих групп расходились в вопросе о том, что считать первоочередным и главнейшим. К первому направлению принадлежали Н. Костомаров, В. Белозерский, А. Маркович, А. Тулуб, Д. Пильчиков, П. Кулиш, Н. Савич. Они провозглашали единство и братство славян, важность развития украинской культуры. Революционно-демократические взгляды разделяли Т. Шевченко, Н. Гулак, А. Навроцкий, И. Посяда, Г. Андрузский.
Близость взглядов кирилло-мефодиевцев с московскими славянофилами стала предметом специального исследования только в середине 1980-х гг. Тождественность и различие их мировоззрений лучше всего прослеживается на примере славянофила Фёдора Васильевича Чижова, арестованного по делу о Кирилло-Мефодиевском братстве в мае 1847 года и сосланного после 2-недельного заключения в Третьем отделении на Украину.

## Разгром
3 марта 1847 года студент Киевского университета А. Петров донёс властям о тайном обществе, которое он выявил во время одной из дискуссий, которые проводили «братья». В марте-апреле братство было разгромлено жандармами и большинство членов заключено в тюрьму или сослано. Шевченко отдан был в солдаты, Костомаров сослан в Саратов.
Возвратиться к литературной, научной и преподавательской деятельности они смогли только в 1850-х годах.